# Голям мюнстерлендер
Големият мюнстерлендер (на немски: Großer Münsterländer, [ˈɡʁoːsɐ ˈmʏnstɐˌlɛndɐ]) е немска ловна порода кучета, обособила се като такава през ХХ век. Породата спада към така наречените „кучета, работещи със стойка“ и по-точно континенталните такива, подкатегория шпаньол. Произхожда от Вестфалия и Долна Саксония. Породата е кръстена на град Мюнстер.

## История
Смята се, че породата се е появила след кръстоска на немски дългокосмест пойнтер, епаньол бретон и други френски породи ловни кучета.
В началото е част от породата „Немски дългокосмест пойнтер“. На по-късен етап обаче мюнстерлендерите се обособяват като отделна порода, тъй като козината им е в различни цветове от стандартизираните за немския дългокосмест пойнтер – кафяв и кафяво-бял. Прародител на по-голямата разновидност става черно-белият вариант.
Качества като добро справяне при пресечена местност, в труднопроходими места, във вода, в блато, в полето и в гората, както и умението им винаги да показват точното място, където се намира дивечът, и да го намират и донасят след отстрелването му, са сред основните причини големите мюнстерлендери да станат популярни сред ловците.
През 1919 г. се основава чисто ново развъдно дружество, отговарящо за породата „Голям мюнстерлендер“. Три години по-късно (през 1922 г.) новата порода е призната. Постепенно е приета за самостоятелня порода от Международната киноложка федерация (1954 г.), Киноложкия клуб на Великобритания (1971 г.) и Американския киноложки клуб (2023 г.).

## Описание на породата
Породата е стандартизирана от Международната киноложка федерация.

### Козина
Тя е дълга и гъста. Силно окосмяване се среща в областта на краката и опашката. По-малките им роднини повече наподобяват сетери, но във всички останали аспекти, с изключение на окраската, двете разновидности си приличат на външен вид. Големите са черни или черно-бели, докато малките мюнстерлендери са кафяви (червеникаво-кафяви) и бели или червеникавокафяво-пъстри.
Обикновено главата е или изцяло черна, или с преобладаващо черно. Върхът на опашката е бял, а самото тялото е на бели и черни петна.

### Физически особености
Мъжките са високи около 60 – 65 см при холката, а женските около 2 см по-ниски. Имат тегло от около 25 кг при женските и около 25 – 29 кг при мъжките. Главата е издължена. Брадичката им е ясно изразена и добре оформена. Клепачите са плътно прилепнали. Ушите са широки, разположени доста високо, със заоблени краища и плътно прилепнали.

### Характер
Породата е с добър нрав, също така е дружелюбна към непознатите, което прави мюнстерлендерите неподходящи за кучета пазачи.
Кучетата от тази порода се изморяват много трудно, което ги прави подходящи за хора с активен начин на живот.
Поради склонността си силно да се привързва, породата не се справя добре със самотата и понася тежко раздялата със собственика си. Типичната реакция на кучетата от тази порода при такива ситуации е продължителен лай.
Мюнстерлендерите се поддават на дресировка, но са своенравни и е важно да бъдат обучени добре от ранна възраст.